# ベルトリンゲン
ベルトリンゲン (ドイツ語: Börtlingen) は、ドイツ連邦共和国バーデン＝ヴュルテンベルク州シュトゥットガルト行政管区のゲッピンゲン郡に属す町村（以下、本項では便宜上「町」と記述する）である。
この町は、レギオン・シュトゥットガルト（シュトゥットガルト地域、1992年まではレギオン・ミットレラー・ネッカー）およびシュトゥットガルト欧州大都市圏辺縁部に含まれる。

## 地理

### 位置
ベルトリンゲンはシュールヴァルト（森）の高度 334 から 498 m に位置する。郡庁所在地ゲッピンゲンから北に直線距離で約 10 km、東はマールバッハ川、西はその支流であるヘレンバッハ川上流の谷に挟まれた尾根上にある。町域は、東はマールバッハ川の林が茂る谷間の盆地を越えて広がり、北はレムス川の谷の上部崖線近くまで達している。

### 地学
ベルトリンゲンは主にシュールヴァルト東部のジュラ紀前期の土地に位置している。その下側に位置するレーヴェンシュタイン層（コイパー中期末の地層）とジュラ紀後期の土地との間にはトロシンゲン層（コイパー中期から後期にかけての地層、石灰岩を含む粘土の層）がある。

### 自治体の構成
自治体ベルトリンゲンには、首邑のベルトリンゲンと、小集落のブレーヒ（ベルトリンゲンの北側）およびツェル（ビーレンバッハ方面）、エトヴァイラー農場、シュヴァイツァーホーフ農場、ハウス・シュナイダーホーフ、さらに放棄された集落エトヴァイラーが含まれる。

### 土地利用
| 用途                 | 面積 (ha) | 占有率 (%) |
| -------------------- | --------- | ---------- |
| 住宅地               | 34        | 4.1        |
| 商工業地             | 6         | 0.8        |
| レクリエーション用地 | 13        | 1.6        |
| その他市街地         | 21        | 2.5        |
| 交通用地             | 41        | 5.0        |
| 農業用地             | 341       | 41.3       |
| 森林                 | 366       | 44.3       |
| 水域                 | 3         | 0.3        |
| その他               | 1         | 0.1        |
| 合計                 | 826       | 100        |

2022年現在の州統計局のデータに基づく。

## 歴史

### 神聖ローマ帝国の終焉まで

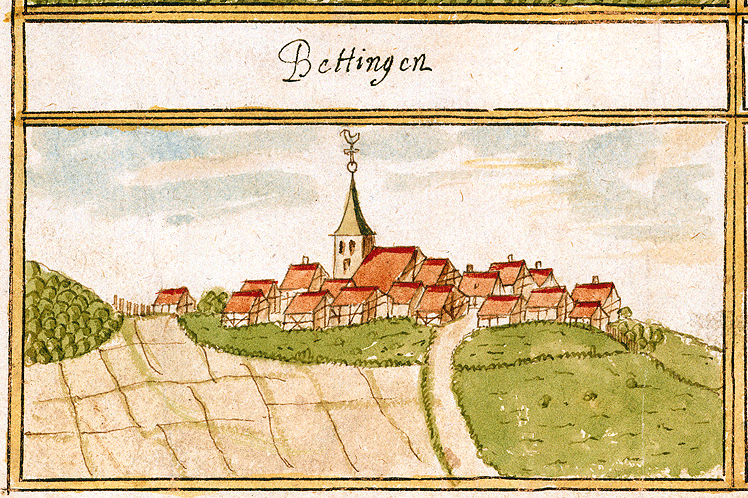
1685年にアンドレアス・キーザーの森林簿に描かれたベルトリンゲン

ベルトリンゲンは1202年に初めて文献に記録されている。この集落は長らくアーデルベルク修道院の所領であった。この状態は1535年の宗教改革に伴い失われ、ベルトリンゲンはプロテスタントのクロスターアムト・アーデルベルク（直訳: アーデルベルク修道院管区）に編入された。ベルトリンゲン自身がこのクロスターアムトの指令所の1つの所在地となった。これによりベルトリンゲンは1806年に神聖ローマ帝国が消滅するまでアルトヴュルテンベルクの一部であり、伝統的に福音主義が根付く町であった。

### ヴュルテンベルク王国建国以後
ヴュルテンベルク王国建国後、1807年にクロスターアムトが廃止され、ベルトリンゲンはオーバーアムト・ゲッピンゲンに編入された。ホーエンシュタウフェン鉄道とアーデルベルク＝ベルトリンゲン駅によりこの村は、1912年にヴュルテンベルクの鉄道網に接続した。ナチ時代のヴュルテンベルクの郡域再編によりベルトリンゲンは、1938年に新設されたゲッピンゲン郡に組み込まれた。第二次世界大戦後この町は、アメリカ占領地区に創設されたヴュルテンベルク＝バーデン州に属した。この州は1952年に現在のバーデン＝ヴュルテンベルク州に再編された。

## 住民

### 宗教
ベルトリンゲンの福音主義教会は、ヴュルテンベルク福音主義州教会のゲッピンゲン教会管区に属している。1595年から1844年までベルトリンゲンの教会はオーバーヴェルデンの教会の支教会であったが、その後独自の牧師を得た。1989年以降ベルトリンゲン＝ビレンバッハ教会という名称になった。ビレンバッハの福音主義キリスト教徒は伝統的にベルトリンゲンに礼拝に来ていたためである。

### 人口推移
出典: 1970年以降のデータは、バーデン＝ヴュルテンベルク州統計局のデータによる。
| 時点           | 人口（人） |
| -------------- | ---------- |
| 1837年         | 669        |
| 1907年         | 660        |
| 1939年05月17日 | 651        |
| 1950年09月13日 | 935        |
| 1970年05月27日 | 1,311      |
| 1983年12月31日 | 1,571      |
| 1987年05月25日 | 1,657      |
| 1991年12月31日 | 1,749      |
| 1995年12月31日 | 1,766      |
| 2000年12月31日 | 1,767      |
| 2005年12月31日 | 1,798      |
| 2010年12月31日 | 1,754      |
| 2015年12月31日 | 1,699      |
| 2020年12月31日 | 1,686      |

## 行政

### 行政連合
ベルトリンゲンは、ビレンバッハ、アーデルベルク、レヒベルクハウゼンとともに自治体行政連合「エストリッヒャー・シュールヴァルト」（シュールヴァルト東部自治体行政連合）を形成している。その本部はレヒベルクハウゼンにある。

### 議会
ベルトリンゲンの町議会は10議席の議員からなる。町議会はこれらの選出された名誉職の議員と議長を務める町長で構成されている。町長は町議会において投票権を有している。

### 紋章
図柄: 緑地に開いた銀の翼。
この紋章は1947年に決定されたが、かつての村の牧師ヘルマンの研究によれば、元々地元の貴族ベルトナング家がこの紋章を用いていたことに由来する。この紋章は1948年1月27日に内務省の認可を得た。白 - 緑の町の旗は1959年6月30日に認可された。

## 経済と社会資本

### 交通
ベルトリンゲンは、連邦道 B297号線および郡道 K1408号線（レヒベルクハウゼンとビレンバッハとの間で分岐する）を経由してロルヒおよびゲッピンゲンから車でアクセスすることができる。ブレーヒ地区は K1408号線によりラッテンハルツやレムスタールと結ばれている。村の連絡道路がツァッヒャースミューレやオーバーヴェルデンとの往来をなし、古道のカイザーシュトレスレ経由でアーデルベルクやオーバーベルケンにも通じている。
ゲッピンゲンとの間にバスの便もある。終点はゲッピンゲン駅前である。
ベルトリンゲンは、現在は廃線となっているホーエンシュタウフェン鉄道（シュヴェービッシュ・グミュント - ゲッピンゲン）によって鉄道網に接続していた。アーデルベルク＝ベルトリンゲン駅は町の中心から約 3.5 km 離れており、現在は個人の所有となっている。

### 教育
ベルトリンゲンには基礎課程学校パウル＝ロート＝シューレがある。この他に福音主義教会の幼稚園がある。上級の学校はバスでレヒベルクハウゼンおよびゲッピンゲンに通学する。

## 文化と見所

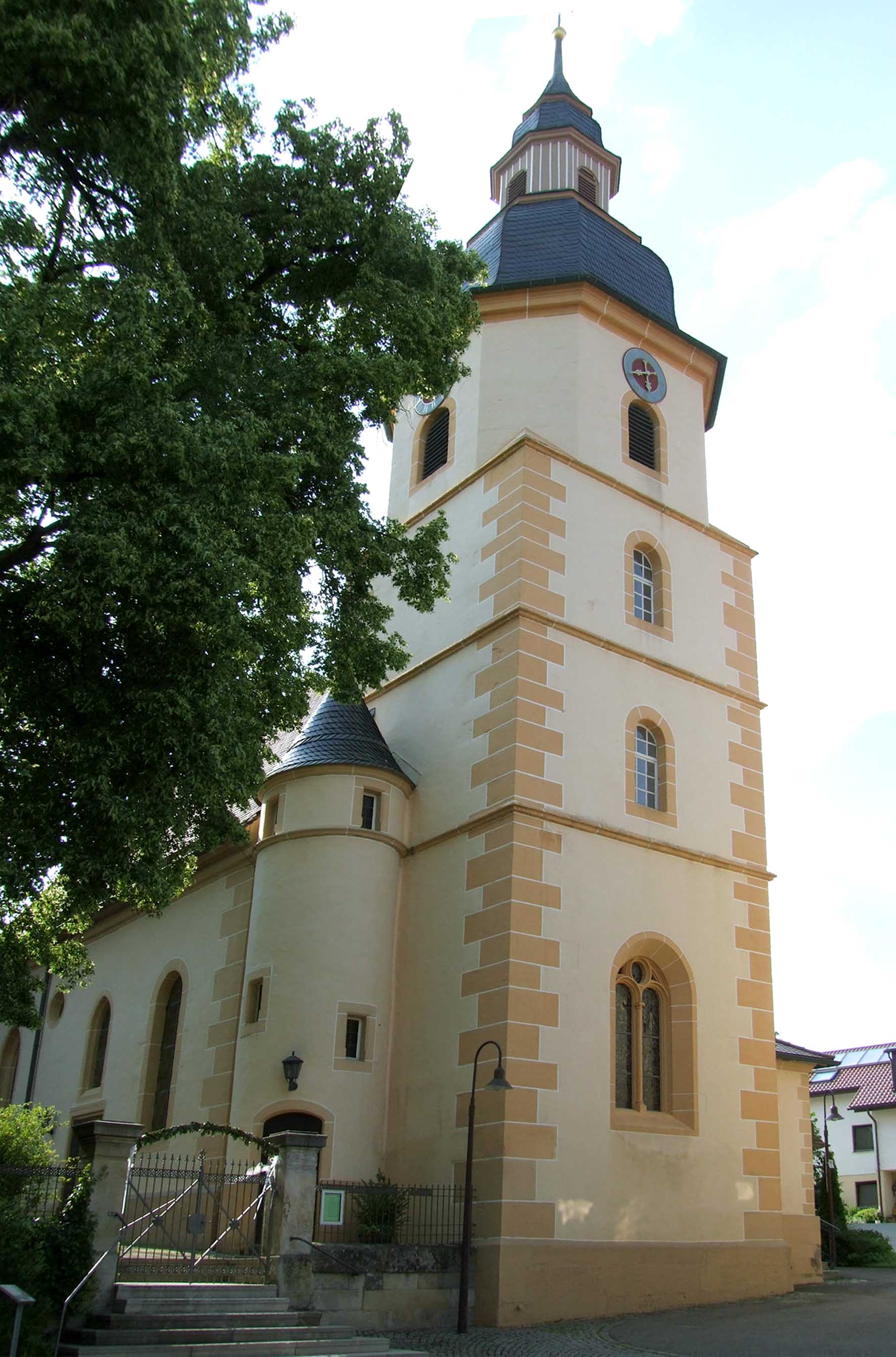
ヨハネス教会

### 建築
ベルトリンゲンの上部にヨハネス教会がある。この教会は1202年に初めて文献に記録されている。元々後期ゴシック様式であった現在の教会堂は1500年頃に建設され、おそらく18世紀にバロック化された。1271年に記録が遺る教会区はアーデルベルク修道院に編入された。ベルトリンゲンは1595年にオーバーヴェルデンの支教会となった。1844年に再び独自の教区となった。現在のゲッピンゲン教会管区ベルトリンゲン＝ビレンバッハ教会は、ベルトリンゲンとビレンバッハの町を包含している。ベルトリンゲンの教会は、中核部分は後期ゴシック様式（1500年頃）であるが、何度も改変が加えられた。塔は1819年に建設された。内陣には、14世紀のヨハネの盆（洗礼者ヨハネの首が載った盆の彫刻）と1500年制作のピエタ像がある。1956年の教会大改修の際にシュトゥットガルトのガラス画家アドルフ・ヴァーレンティーン・ザイレは、洗礼者ヨハネと使徒ヨハネをモチーフとした内陣窓を制作した。

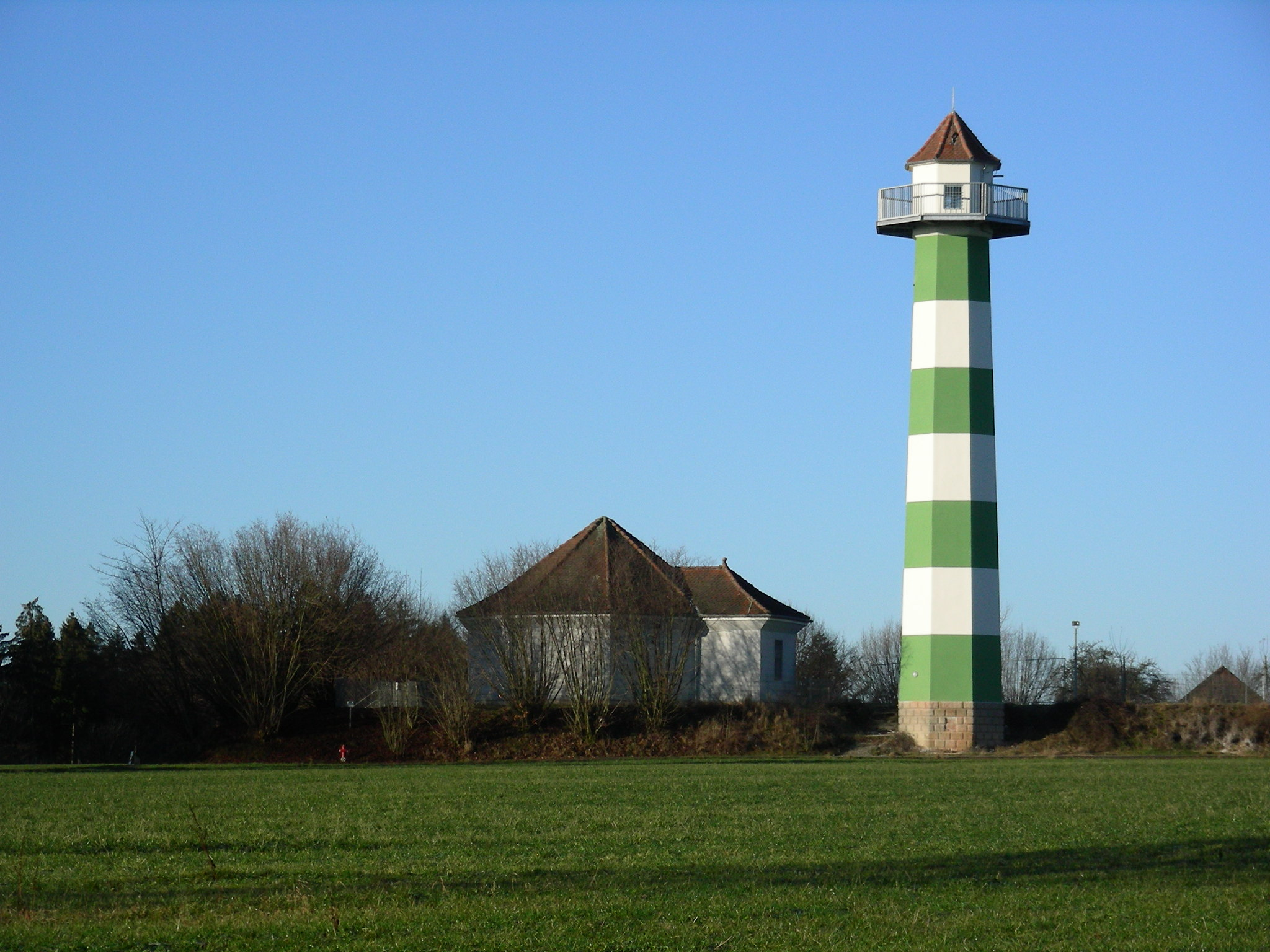
ラインホルト＝マイアー塔

ブレーヒ地区とラッテンハルツと間の郡道K1408号線沿いに、一般にフランツの灯台と呼ばれるラインホルト＝マイアー塔がある。その展望台からは、南東方向にホーエンシュタウフェン山やシュヴェービシェ・アルプの山並みを望むことができる。かつては水道塔であったこの展望塔は高さ約 25 m で、ベルトリンゲンからも見られる。この塔は1914年に建設され、2008年まで水道塔として用いられたが、その後は町長や町民の尽力により塔として保存され、解体を免れた。住民アンケートと好意的な反応によりこの塔は2009年に展望塔に改造された。

## 関連図書
- Rudolf Moser, ed (1844). “Gemeinde Börtlingen”. Beschreibung des Oberamts Göppingen. Die Württembergischen Oberamtsbeschreibungen 1824–1886. Band 20. Stuttgart / Tübingen: Cotta’sche Verlagsbuchhandlung. pp. 159–161